# Трубопровід

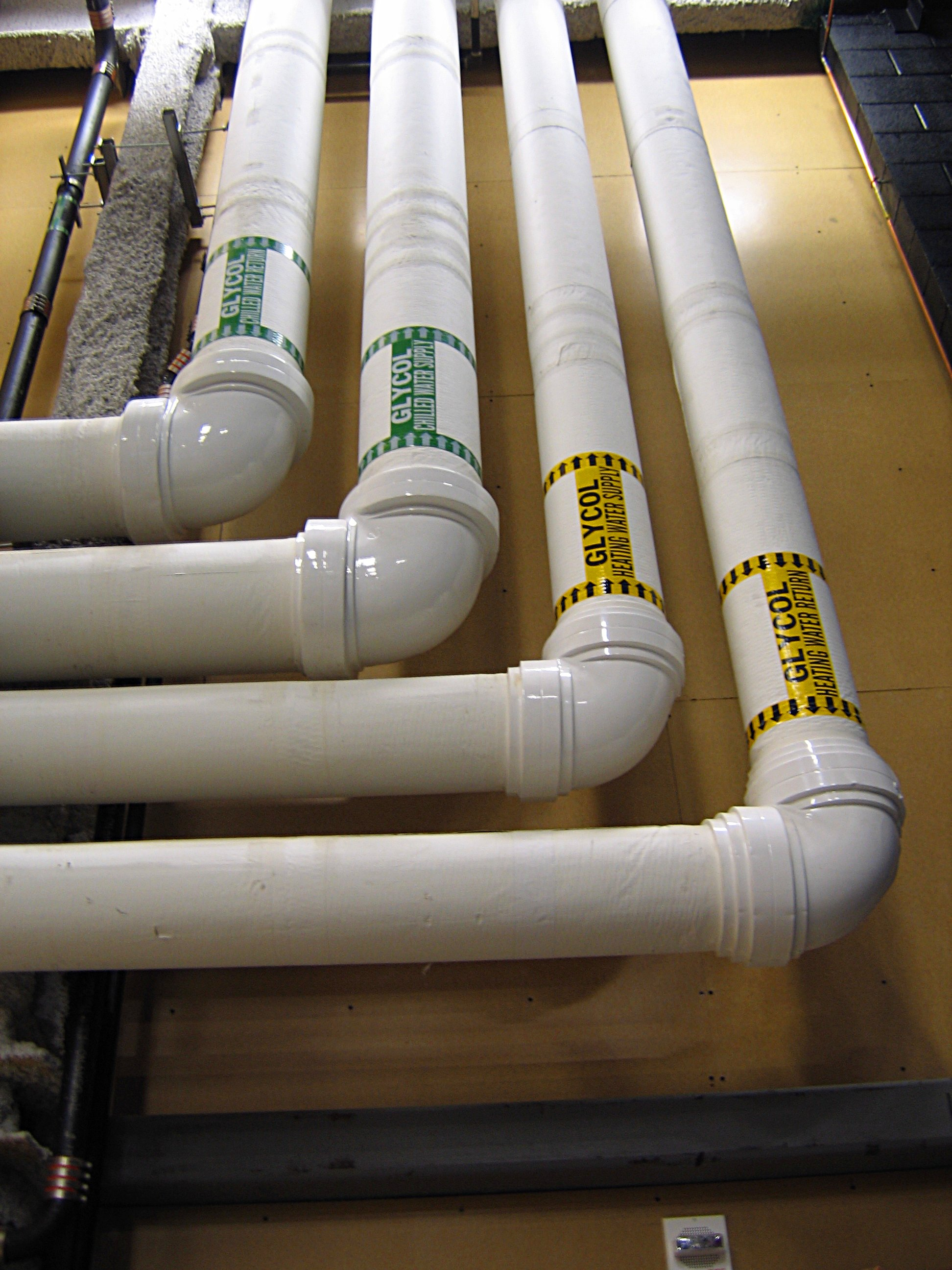
Система трубопроводів.

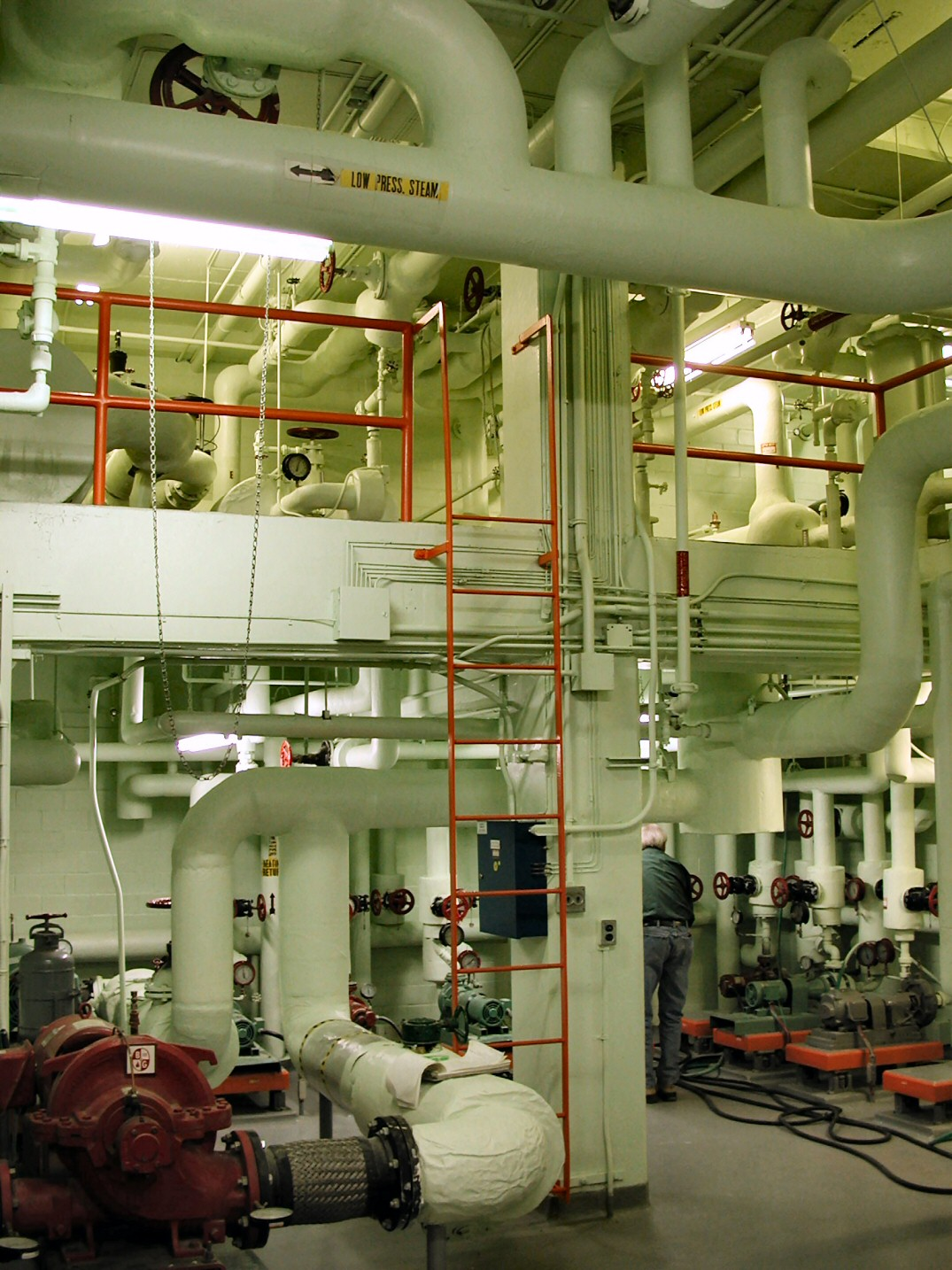
Величезні системи трубопроводів ОВК в бойлерній

Трубопро́ві́д — сукупність споруд, призначених для транспортування газоподібних та рідких середовищ.

## Історія

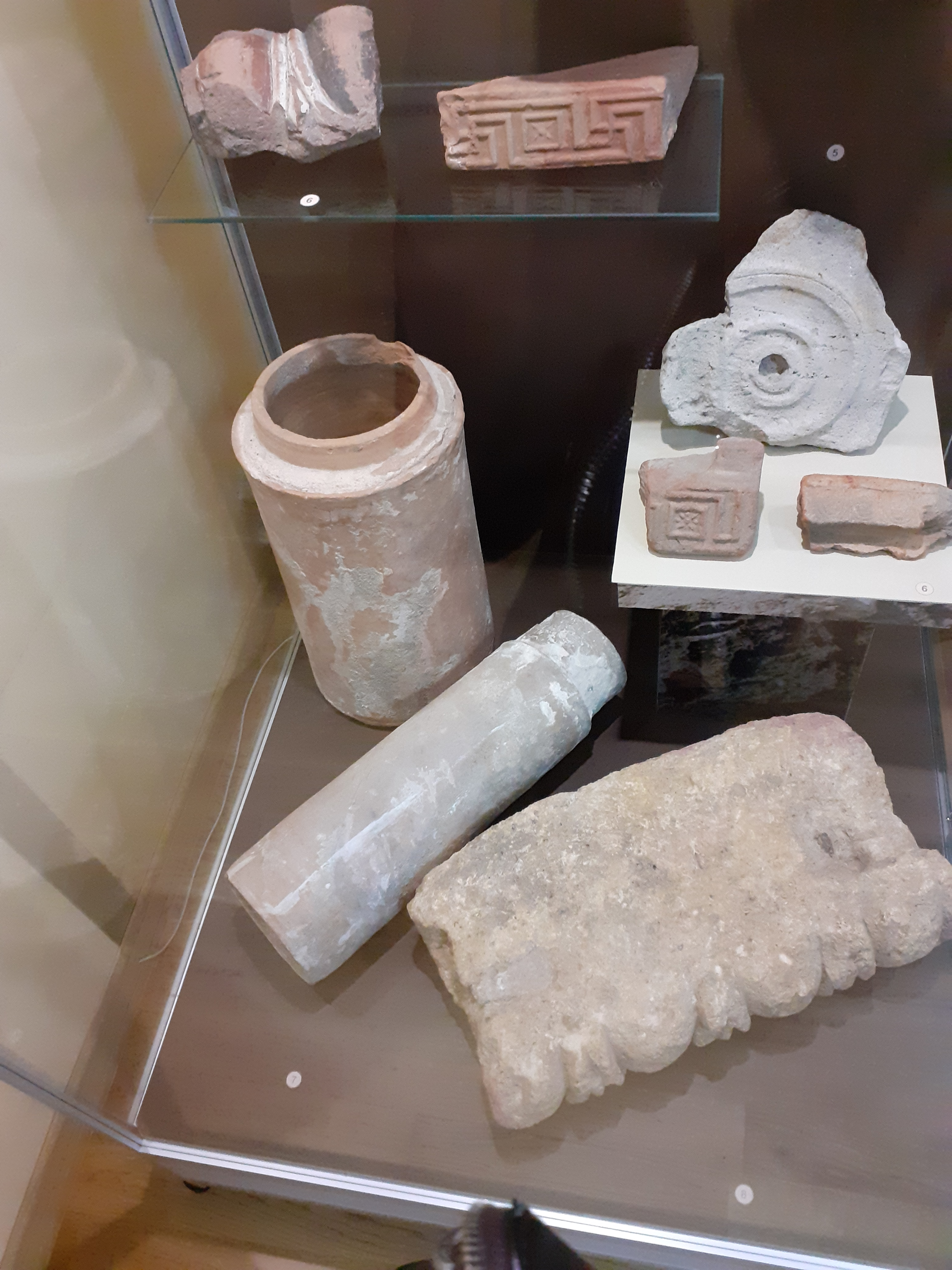
Ольвія, керамічні водопровідні труби 2000 років тому. Миколаївський краєзнавчий музей. Помітно що виступні стикувальні частини, зроблено під конус.

Вже в давнину, трубопроводи використовувалися для водопостачання, зокрема, у Пергамі (у 283—133 до н. е. — столиця Пергамського царства), в Римській імперії. Вони були переважно частиною акведуків (наприклад, Айфельський акведук).
Історичні водопровідні труби з дерева у Німеччині називаються Deichel або Teuchel. Для виробництва водопровідних труб, стовбури свердловини з'єднувалися. Труби зі стовбурів дерев було знайдено в багатьох місцях у XX столітті.

## Загальна характеристика
Здебільшого, трубопровід — це інженерна споруда, призначена для постачання газу або рідини, а також інших твердих речовин у вигляді суспензії під дією різниці тиску у різних перетинах. Головною складовою цього виду транспорту, є власне трубопровід (магістраль для перенесення вказаних речовин). На них споруджуються: захисна арматура, контрольно-вимірювальна апаратура, теплоізоляція, компресорні та інші станції, а також монтуються мережі електрозахисту (для металевих труб) та зв'язку.
Сучасні трубопровідні мережі є складними інженерними спорудами, які передбачають: власне труби (горизонтальні, похилі та вертикальні), засоби з'єднання труб, фасонні частини, трубопровідну арматуру, елементи для приєднання контрольно-вимірювальних приладів, засоби захисту від гідравлічних ударів, компенсатори, пристрої для монтажу, експлуатації та ремонту тощо.
Трубопроводи є основним елементом лінійної частини технологічних, промислових та магістральних гідротранспортних систем, які можуть бути складовою частиною технологічного ланцюга гідро-механізованих підприємств (гірничозбагачувальних комбінатів, вуглезбагачувальних фабрик, об'єктів гідротехнічного будівництва і теплоенергетики, паливно-енергетичних комплексів та інше), а також мати самостійне значення, як частина єдиної транспортної мережі країни. Необхідними експлуатаційними вимогами до трубопроводів, є міцність, герметичність та довговічність.

## Класифікація
За своїм призначенням трубопроводи гідротранспортних систем застосовують для:
- технологічного, зворотного та допоміжного водопостачання;
- транспортування неоднорідних середовищ (гідросумішей);
- подачі суміші від помпових станцій до пункту розподілення (основні);
- подачі транспортованого середовища до окремих споживачів або складування (розподільчі).

Трубопроводи прокладають всередині та зовні помпових станцій, а також по підземних гірничих виробках.
- За способом прокладання розрізняють наземні, підземні та комбіновані трубопроводи.

До наземних трубопроводів відносяться трубопроводи, які знаходяться на відкритому повітрі та у приміщеннях для транспортування газу, нафти, технологічні трубопроводи та трубопроводи пари та гарячої води.
Під землею розміщують трубопроводи для транспортування газу, нафти, технологічні трубопроводи, а також трубопроводи пари та гарячої води.
- За способом з'єднання елементів розрізняють нерозбірні трубопроводи (зварні) та розбірні (на фланцевих, швидкорознімних та розтрубних з'єднувачах).

Сифонний трубопровід — трубопровід, який працює в умовах розрідження і частина якого знаходиться вище водоймища і резервуара.
Розрізняють довгі і короткі трубопроводи: Довгі трубопроводи — це ті трубопроводи, в яких втрати напору у місцевих опорах hм складають менш як 0,05 від втрат напору по довжині hL, що дає можливість нехтувати ними.
Короткі трубопроводи — в яких втрати напору у місцевих опорах складають не менше 5 % від лінійних втрат (hм > 0,05 hL).

## Аналіз напружень
Технологічність і потужності трубопроводу, переважно, перевіряють інженери з трубопровідного транспорту, визначаючи напруження в трубах, щоби переконатися, що маршрутизація, сопла, підвіси і опори належним чином розташовано і обрано так, щоби напруження труб не перевершувало допустимих значень за різних навантажень, таких як статичні навантаження, робочі навантаження, навантаження, створювані випробуваннями тиском тощо, як це передбачено в ASME B31, EN 13480 або у будь-яких інших застосовуваних нормах і стандартах. Треба оцінювати механічну поведінку трубопроводу як від звичайних постійних навантажень (внутрішній тиск і термічні напруження), так і від рідкісних короткотермінових навантажень, таких як землетрус і, сильний вітер або специфічних вібрацій і гідроударів. Ця оцінка напружень в трубах, як правило, здійснюється за допомогою спеціалізованого програмного забезпечення (наприклад, із застосуванням методів скінченних елементів, скінченних різниць чи скінченних об'ємів).

## Стандарти
Існують певні стандартні норми, яких повинно бути дотримано під час проєктування виробів або будь-якої системи трубопроводів. Організаціями, які сприяють впровадженню стандартів для трубопроводів, є:
- ASME — Американське товариство інженерів-механіків — B31 серія
  - ASME B31.1 Потужність трубопроводу (паропроводи тощо)
  - ASME B31.3 Технологія трубопроводів
  - ASME B31.4 Системи транспортування трубопроводами рідких вуглеводнів та інших рідин
  - ASME B31.5 Холодильні трубопроводи і теплові елементи передавання
  - ASME B31.8  Передавання газу і розподілу електроенергії трубопроводами
  - ASME B31.9 Будівельні послуги щодо монтажу трубопроводів
  - ASME B31.11 Системи трубопроводів для шламу (вилучені, Замінений на B31.4)
  - ASME B31.12 Трубопроводи для водню
- ASTM — Американське товариство з випробування матеріалів
  - ASTM A252 Стандартні технічні умови для зварних і безшовних сталевих трубчастих паль
- API — Американський нафтовий інститут
  - API 5L Нафто і газова промисловість — сталеві труби для систем трубопровідного транспорту
- EN 13480 — Європейські коди металевих промислових трубопроводів
  - EN 13480-1 Металеві промислові трубопроводи — Частина 1: Загальні
  - EN 13480-2 Металеві промислові трубопроводи — Частина 2: Матеріали
  - EN 13480-3 Металеві промислові трубопроводи — Частина 3: Проєктування та розрахунок
  - EN 13480-4 Металеві промислові трубопроводи — Частина 4: Виготовлення та монтаж
  - EN 13480-5 Металеві промислові трубопроводи — Частина 5: Контроль і випробування
  - EN 13480-6 Металеві промислові трубопроводи — Частина 6: Додаткові вимоги до підземного паропроводу
  - PD TR 13480-7 Металеві промислові трубопроводи — Частина 7: Керівництво з використання процедур оцінки відповідності
  - EN 13480-8 Металеві промислові трубопроводи — Частина 8: Додаткові вимоги до алюмінію і алюмінієвих сплавів трубопроводів
- EN 1993 — 4-3 Єврокод 3 — Проєктування сталевих конструкцій — Частина 4-3: Трубопроводи
- AWS — Американське зварювальне товариство
- AWWA — Американська асоціація водопровідних споруд
- MSS — Товариство стандартизації і виробництва обладнання
- ANSI — Американський національний інститут стандартів
- NFPA — Американське товариство зварювання
- EJMA — компенсатори Асоціація виробників

## Історія дерев'яних трубопроводів

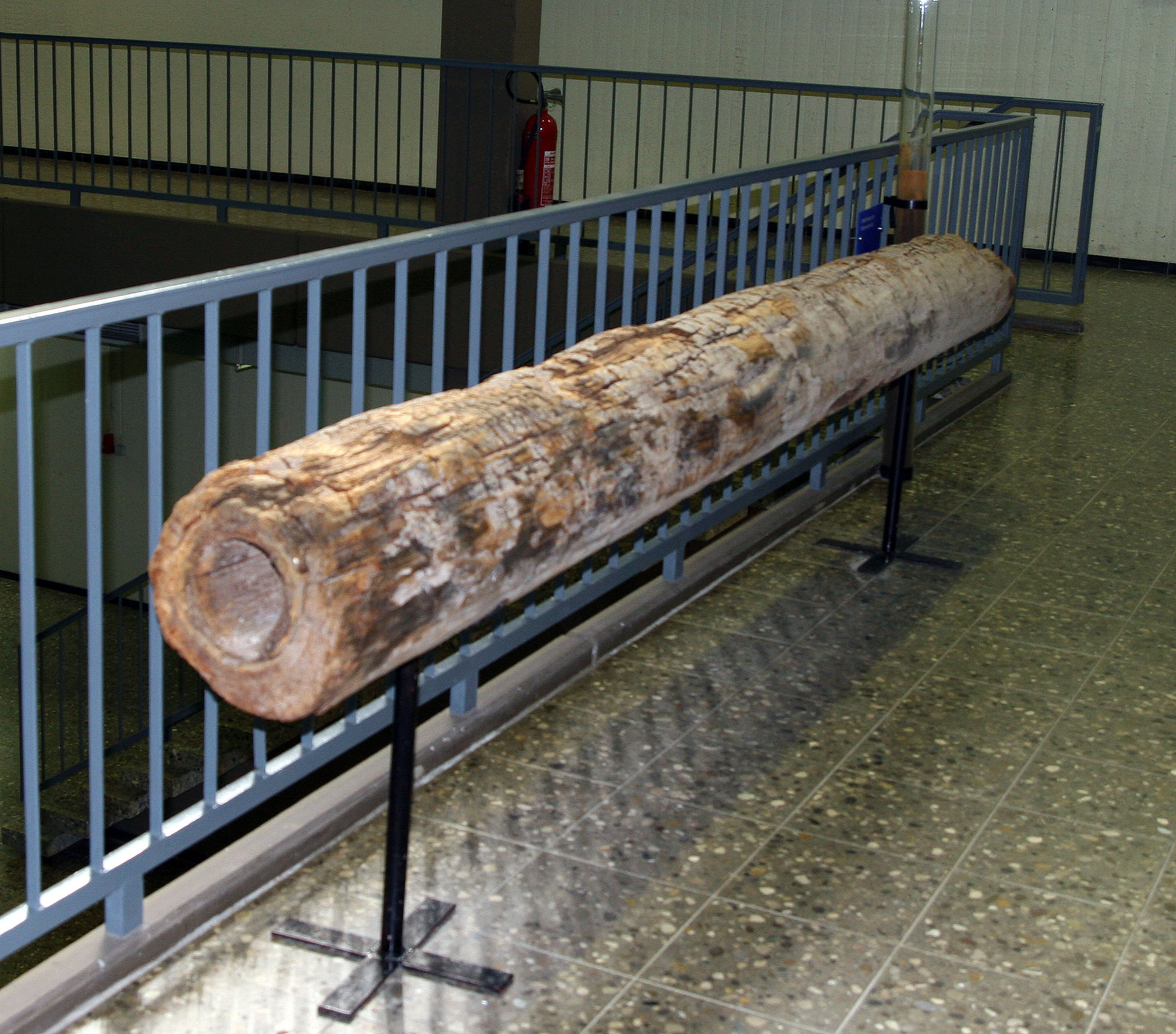
Історичний дерев'яний водогін

Перші дерев'яні труби робили з колод, які мали великий отвір, просвердлений всією довжиною крізь центр. Пізніше дерев'яні труби виготовляли в бондарній техніці — з дерев'яних планок (клепок), з'єднаних обручами. Така конструкція мала ту перевагу, що вони легко транспортувалися у розібраному вигляді на возі, а потім складалися у довгі циліндри на місці використання. Дерев'яні труби були особливо поширені в гірських районах, де перевезення важких залізних або бетонних труб було б складним завданням.
Дерев'яні труби легші за металеві, тож вони потребують легших підпор, бо дерево не розширюється та не стискається у разі зміни температури як метал, отже, компенсатори і відводи були непотрібні. Товщина дерева дає деякі ізоляційні властивості труб, які допомогли запобігти замерзанню у порівнянні з металевими трубами. Для водопровідних труб обирали деревину, що мало піддається гниттю. Електроліз, загроза для систем металевих труб, не впливає на дерев'яні труби взагалі, оскільки деревина є набагато кращим електроізолятором.
На заході Сполучених Штатів, де червоне дерево використовувалось для будівництва трубопроводів, було виявлено «особливі властивості», які захищають його від вивітрювання, кислот, комах і грибкових наростів. Труби з нього залишилися рівними і чистими невизначений термін, а залізні труби, порівняно швидко починають іржавіти і можуть в підсумку, втратити прохідність через корозію.

## Перехід трубопроводу
Переходи трубопроводу, повітряні чи підводні облаштовуються для перетину трубопроводом водних або інших перешкод за допомогою естакад і спеціальних мостів (або укладанням по дну річки, озера, моря).

## Укладання
Ізоляційно-укладальні роботи — очищення зовнішньої поверхні труби, ізолювання і укладання її в траншею під час будівництва магістральних трубопроводів. Розрізняють суміщений і окремий способи проведення ізоляційно-укладальних робіт.

## Різновиди

#### Короткі і довгі
- Трубопровід «короткий» — трубопровід, при розрахунку якого необхідно враховувати втрати напору по довжині й місцеві втрати напору.
- Трубопровід «довгий» — трубопровід, при розрахунку якого можна нехтувати сумою місцевих втрат напору у порівнянні з втратами напору по довжині.

#### Діаметр
- Трубопровід простий — Трубопровід постійного діаметра по всій довжині і без будь-яких відводів, або трубопровід, що має незмінний діаметр і масову витрату транспортованого середовища по всій довжині.
- Трубопровід складний — трубопровід, який має різні бічні відгалуження або діаметр якого змінюється по довжині.

#### По тиску
- Трубопровід низького тиску — трубопровід, робочий тиск у якому не перевищує 1,6 МПа.
- Трубопровід середнього тиску — трубопровід з робочим тиском від 1,6 до 2,5 МПа.
- Трубопровід високого тиску — трубопровід із робочим тиском понад 2,5 МПа.

#### Інші
- Трубопровід гірський — трубопровід, який споруджуються на дуже складній місцевості, що характеризується чергуванням крутих піднімань і спусків, наявністю ділянок з поздовжніми й поперечними нахилами рельєфу (косогорів). Залежно від крутості нахилів і їх розташування прокладають підземні й наземні гірські трубопроводи, а в особливо складних випадках їх споруджують у тунелях.
- Трубопровід сифонний — трубопровід, який працює в умовах вакууму і частина якого знаходиться вище водоймища і резервуара.
- Трубопровід морський підводний — нафтопровід чи газопровід, покладений і засипаний на морському дні трубоукладальною баржею.
- Трубопровід експлуатаційний — трубопровід, призначений для транспортування продукції свердловини до пункту первинної обробки.
- Трубопровід замкнений (кільцевий) — складний трубопровід (трубопровідна сітка), бічні відгалуження якого замкнені (з'єднані між собою, при цьому утворюють кільця); Трубопровід у вигляді замкнутого кільця з кількома відводами вздовж нього.

## Проєктування трубопроводів
Проєктування трубопроводів (рос. проектирование трубопроводов, англ. pipeline design; нім. Projektierung f der Rohrleitungen, Projektierung f der Pipelines) — розробка комплексної технічної документації (проєкту), що містить техніко-економічне обґрунтування, розрахунки, креслення, макети, кошториси, пояснювальні записки та інші матеріали, потрібні для будівництва нових, а також розширення і реконструкції наявних об'єктів трубопровідного транспорту (нафти, газу, нафтопродуктів, вугілля тощо). Методологія комплексного проєктування трубопроводів передбачає якнайбільшу автоматизацію проєктних робіт за суворої регламентації послідовності і змісту етапів проєктування. Проєктування трубопроводів це сукупність геодезичних, геологічних і гідрологічних досліджень, а також збір географічних і економічних даних, що необхідні для розробки проєкту трубопроводу. Особлива увага приділяється вивченню взаємодії трубопроводів з довкіллям у разі прокладання їх в зоні багаторічної мерзлоти і на морських просторах. Див. також: Проєктування трубопроводів нафтових родовищ.

## Матеріали для трубопроводів
При виборі матеріалів для виготовлення трубопроводів, беруться до уваги такі показники, як характеристики транспортованого середовища і робочий тиск. Варто також враховувати можливість кородівного впливу з боку середовища, що перекачується на матеріал стінок труби.
Практично всі трубопровідні системи виробляються зі сталі. Для загального застосування в разі відсутності високих механічних навантажень і кородівної дії для виготовлення трубопроводів використовується сірий чавун або нелеговані конструкційні сталі.
У разі вищого робочого тиску і відсутності навантажень з корозійно активною дією застосовується трубопровід з поліпшеної сталі або з використанням сталевого лиття.
Якщо корозія значна або до чистоти продукту висунуті високі вимоги, то трубопровід виготовляється з нержавіючої сталі.
Якщо трубопровід повинен бути стійкий до впливу морської води, то для його виготовлення використовуються мідно-нікелеві сплави. Також можуть застосовуватися алюмінієві сплави і такі метали як тантал або цирконій.
Все більшого поширення як матеріалу трубопроводу отримують різні види пластмас, що обумовлюється їх високою стійкістю до корозії, малою вагою і легкістю в обробці. Такий матеріал підходить для трубопроводу зі стічними водами.

## Ізоляційні покриття трубопроводів
Покриття, що служать для захисту трубопроводу від корозії, наносяться на його поверхню в трасових, базових або заводських умовах. В залежності від наявності мандрівних струмів, призначення і особливостей прокладання трубопроводу, а також корозійної активності ґрунтів вони відрізняються матеріалами, пошаровим складом і товщиною (нормальний або посилений тип). Застосовують бітумні, полімерні, лакофарбові, скло-емалеві і бетонні ізоляційні покриття, а також алюмінієві і цинкові покриття (наносяться на базі газотермічним способом), жирові мастила (для північних районів) та інше. Водночас, у разі гарячих або холодних потоків флюїдів, які доправляють трубопроводом, використовують спеціальну теплоізоляцію.

Фасонні елементи.

## Фасонні частини трубопроводу
Фасонними частинами трубопроводу називають певні допоміжні деталі, якими комплектується система водопостачання, газопостачання, або інша інженерна мережа. Вони забезпечують безпечне з'єднання труб, утворюють повороти та розгалуження, виконують інші важливі функції.
Трубопроводи, виготовлені з пластичних матеріалів, придатних для зварювання, збираються на місці монтажу. До таких матеріалів можна віднести сталь, алюміній, термопласти, мідь і т.д. Для з'єднання прямих ділянок труб використовуються спеціально виготовлені фасонні елементи, наприклад, коліна, відводи, затвори та зменшення діаметрів. Ці фітинги можуть бути частиною будь-якого трубопроводу.